# Themisztoklész

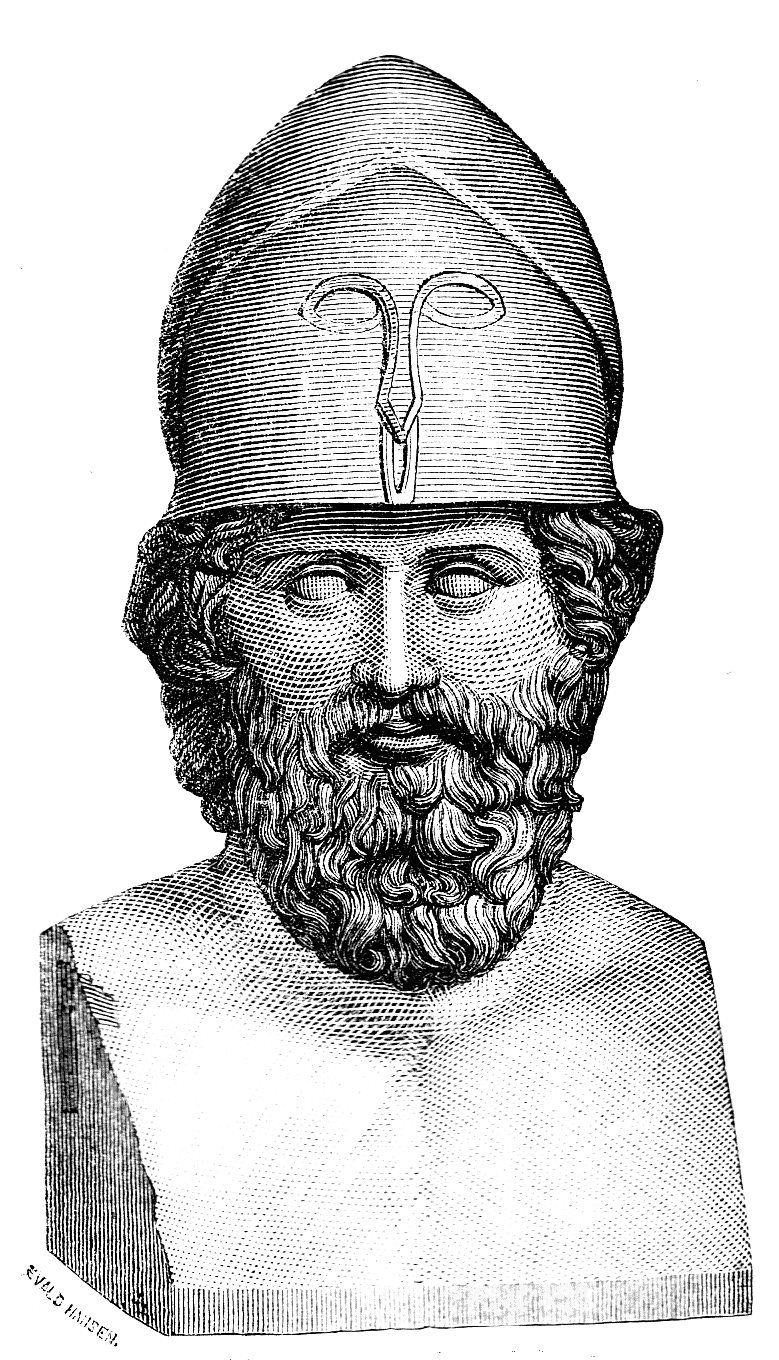
Themisztoklész

Themisztoklész (kb. i. e. 525 – i. e. 460) az athéni demokrácia egyik vezető politikusa volt a görög–perzsa háborúk idején. Meggyőzte az athéniakat, hogy építsenek ki erős flottát a perzsa fenyegetés ellensúlyozására. I. e. 480-ban Szalamisznál az egyesített görög flotta parancsnoka volt.

## Korai évei
Apja Neokleósz (sok helyen Neoklész, a cserépszavazatokon általában az előbbi olvasható) volt, egyszerű származású, szerény körülmények között élő ember, anyja pedig káriai vagy trákiai. Így a periklészi törvényeknek megfelelően – amelyek természetesen évtizedekkel később születtek meg – nem is lehetett volna szabad athéni polgár. Thuküdidész kihangsúlyozza a tényt, hogy bár iskolázottsága hiányos volt, nagyszerűen átlátta a bonyolult helyzeteket, és nagy tehetsége volt a gyors döntéshozatalra.
Plutarkhosz hasonlóan kihangsúlyozza pusztító vágyát, mind a személyes, mind a nemzeti hatalomért, és a gátlástalanságát, amivel a saját végzetét kereste. Mindezekben a dolgokban az antitézise volt riválisának, Ariszteidésznek. Keveset tudunk az ifjúkoráról, de sok ókori író találta érdemesnek, hogy Themisztoklész rossz fiatalkori viselkedéséről írjon, amiért a legenda szerint apja kitagadta őt.

## Marathóntól Szalamiszig
Talán ő volt phüléjének sztratégosza a marathóni csatában, és fennmaradt, hogy mélyen irigyelte Miltiadész dicsőségét. Ezt egy általa gyakran ismételgetett mondás tanúsítja: "Miltiadész trófeája nem hagy aludni." (görögül: "Ουκ εά με καθεύδειν το του Μιλτιάδου τρόπαιον").
Mindenesetre Miltiadész halála megnyitotta az utat Ariszteidész és Themisztoklész előtt. Rivalizálásuk – ami i. e. 483-ban Ariszteidész osztrakiszmoszával ért véget – akörül forgott, hogy Themisztoklész a haditengerészet fejlesztésének szószólója volt. Ez a politika kétségkívül a legfontosabb volt Athén számára. Athénnak az egyenlő, ha nem nagyobb aiginai hatalommal kellett szembenéznie, míg az ismételt perzsa invázió árnya is Athénra borult. Themisztoklész ezért meggyőzte polgártársait, hogy építsenek 200 triérészt (háromsorevezős hajót), és ami még fontosabb volt, hogy erősítsék meg a három pireuszi természetes kikötőt, a phaléroni nyílt kikötő helyett. A hajók építésére Themisztoklész rábeszélésére az athéniak 100 Talentumot (kb. 60 millió dollár) utaltak ki, amit Laureion új ezüstbányáiból szereztek be, és amit egyébként a polgárok között akartak szétosztani. A javasolt 200 helyett végül 100 hajó épült meg.
Themisztoklész talán arkhón volt i. e. 483-ban, amikor a tengerészeti program elkezdődött. Halikarnasszoszi Dionüzosz arkhónságát i. e. 493-ra teszi, ami mellett sok szempont szól. i. e. 487-ben a hivatal sokat vesztett jelentőségéből, amikor a választás helyett sorsolásra tértek át a viselőjének kijelölésekor. Annak valószínűsége, hogy pont a kritikus időben éppen Themisztoklészre essen a sorshúzás szerencséje, nyilván nagyon kicsi volt. Akárhogy is, Xerxész betörésének küszöbén Themisztoklész volt Athén, ha nem egész Görögország legbefolyásosabb politikusa. Bár névlegesen a görög flotta a spártai Eurübiadész parancsnoksága alatt állt, Themisztoklész volt az, aki eldöntetlen csatába vitte a görögöket az Artemiszion-foknál, és szintén ő volt az, aki azzal a fenyegetéssel, hogy a görög hadsereget nyugatra viszi, hogy új hazát alapítsanak, és a Xerxésznek írt látszólag hazaáruló üzenetével, előidézte a szalamiszi csatát.

## Szalamisz után Athénban

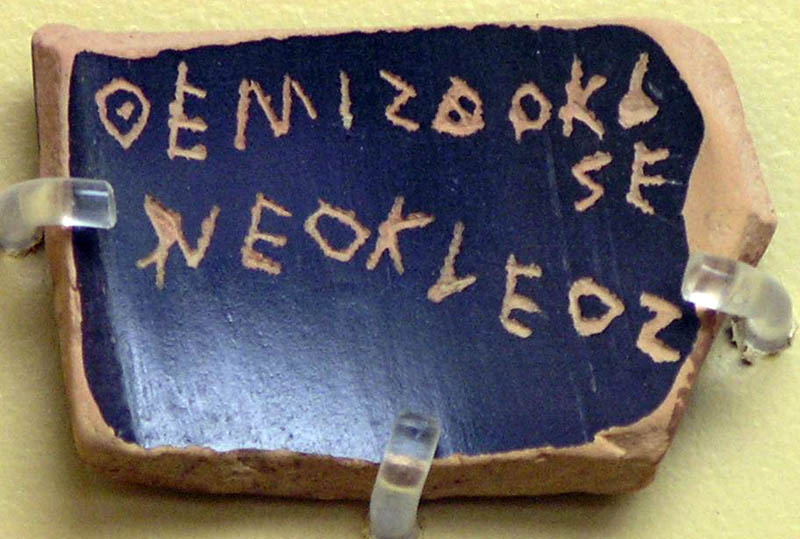
Themisztoklész neve egy osztrakonon.

A perzsa visszavonulás után az athéniak újra felépíthették romba döntött városukat. Spárta, azon az alapon, hogy bármilyen erődítmény az Iszthmosztól északra veszélyt jelent Görögországra, ha az egy támadó birtokába kerül, ellenezték az athéni falak helyreállítását. De Themisztoklész diplomáciai huzavonákkal és mindenféle ürügyekkel elég időt biztosított arra, hogy a falakat közel készre és így védőképesre építsék. Szintén megvalósította korábbi tervét, és Pireuszt valódi kikötővé és erőddé alakította. Athén így a legjobb kereskedelmi központtá vált, és ez sok idegen üzletembert vonzott Athénba. Hozzájárult ehhez, hogy Themisztoklész elengedte az adójukat is.
Úgy tűnik, a perzsa invázió krízise után Themisztoklész és Ariszteidész helyrerakták nézeteltéréseiket. De Themisztoklész hamarosan kezdte elveszíteni az emberek bizalmát, részben arroganciája miatt – állítólag háza mellett szentélyt emeltetett Artemisz Arisztobulénak ("jótanácsú") – részben állítólagos megvesztegethetősége miatt. Diodórosz és Plutarkhosz is említ ellene felhozott vádakat is valamikor i. e. 476 és i. e. 471 között osztrakizálva volt. Argoszba vonult vissza, de a spártaiak megvádolták a perzsákkal való összeesküvéssel is, ezért Kérkirára menekült, onnan Admétoszhoz, a molosszoszok királyához, és végül Kis-Ázsiába. Athén árulójának nyilvánították, elkobozták vagyonát, bár barátai egy részét megmentették számára.

## Kis-Ázsiában a perzsáknál
A perzsák szívesen fogadták és letelepedhetett Magnésziában a Maiandrosz – kanyargóssága miatt a meander stílus névadója – folyó mentén. A város jövedelmeit (50 Talentum) megkapta mindennapi kenyerére, Müuszét (Milétosz mellett) mindennapi fűszerére és Lampszakoszét mindennapi borára. 65 éves korában Magnésziában bekövetkezett halála valószínűleg betegség következménye volt, bár Thuküdidész szerint inkább öngyilkos lett méreg által, amikor rájött, hogy nem tudja betartani a Xerxésznek tett ígéreteit. Azt híresztelték, hogy csontjait titokban Attikába vitték. A magnésziaiak istenként imádták, ahogy azt egy érme tanúsítja, ami őt ábrázolja egy ivóedénnyel a kezében, lábánál egy leölt bikával, ami talán azt a legendát ábrázolja, miszerint úgy ölte meg magát, hogy bikavért ivott.
Bár végzete szégyenletes volt, és nagy gazdagsága nemigen volt megszerezhető hűséges közszolgálattal, nem kétséges, hogy Athénnak és Görögországnak tett szolgálatai óriásiak voltak. Létrehozta az athéni flottát, a Déloszi Szövetség lehetővé tételével, ami athéni birodalommá vált, és sok jele van annak (például jól bizonyítható nyugati expanziós terve), hogy a későbbi athéni imperialista eszmény vele kezdődött.

## Külső hivatkozások
- Livius, ThemisztoklészArchiválva 2012. január 12-i dátummal a Wayback Machine-ben
- A szalamiszi csata Archiválva 2005. április 8-i dátummal a Wayback Machine-ben